# Гьон Никола Казази
Гьон Никола Казази (на албански: Gjon Nikollë Kazazi, на латински: Joannes Battista Nicolovich Casasi) е католически духовник от XVIII век, прелат на Римокатолическата църква.

## Биография
Роден е през 1702 година в Дяково, тогава в Османската империя. Първоначално образование получава в родния си град, след което учи богословие и филология в Илирийския колеж „Свети Петър“, след това продължава в колежа „Свети Павел“ във Фермо и завършва в Илирийския колеж в Лорето, където освен теология, изучава и философия, граматика и реторика. В 1727 година получава докторска степен по философия и теология. Същата година е ръкоположен за свещеник. След завръщането си скопският архиепископ Микел Сума го назначава за мисионер в Призрен. След това се премества от Призрен в Дякова за пастирска служба, която изпълнява заедно с Антон Теодори. Архиепископ Микел Сума го назначава за генерален викарий.
След оттеглянето на Микел Сума, Казази оглавява Скопската архиепархия от 1737 година. По предложение на архиепископа на Бар монсеньор Вицко Змайевич Казази е назначен за апостолически визитатор на Софийската архиепархия. На 23 септември 1743 година папа Бенедикт XIV назначава Гьон Никола Казази за скопски архиепископ. На 29 септември 1743 година Хоакин Фернандес кардинал на Портокареро Мендоса, в съслужение с тирския архиепископ Джовани Андреа Трия и хермополския епископ Луиджи Антонио Валдина Кремона, го ръкополага за скопски архиепископ. Получава палиум в Рим на 16 декември 1743 година.
Гьон Казази се грижи и за развитието на албанската култура и език. Пише и издава на албански книги с духовно съдържание, но също така и се занимава с исторически изследвания на миналото на албанската нация. Така по време на престоя си в Рим в 1743 година Казази открива в Библиотеката на Конгрегацията за пропаганда на вярата единствения оцелял екземпляр от „Мешари“ на Гьон Бузуку, публикуван в 1555 година.
През същата 1743 година Казази публикува своя катехизис „Доктрина на вярата“ на албански език, отпечатан в Рим в печатницата на Конгрегацията за пропаганда на вярата.
Архиепископ Йоан Казази ходи няколко пъти в Рим, за посещения ad Limina Apostolorum при папата и отделите на Светия престол. Докладите архиепископ Казази е занася или изпраща в Рим в 1743, 1744 и в други години, са с голяма църковна и историческа стойност, тъй като в тях той дава информация за положението на християните в албанските земи и в други страни под османска власт като България и Сърбия. За последен път е в Рим в 1750 година.
Архиепископ Гьон Казази умира на 5 август 1752 година.